# Samuel Hołowiński
Samuel (Semen) Hołowiński herbu własnego – miecznik kijowski w latach 1701–1723, miecznik owrucki w 1693 roku.
Poseł sejmiku kijowskiego na sejm zwyczajny 1692/1693 roku. Poseł województwa kijowskiego na 
sejm 1693 roku.